# Renault 5 E-Tech
Der Renault 5 E-Tech ist ein batterieelektrisch angetriebenes Fahrzeug von Renault, das seit 2024 produziert wird. Das Kleinwagen-Modell ersetzt den Zoe. Bei der Gestaltung des Wagens orientierten sich die Designer stark am ursprünglichen Modell des Renault 5. Eine sportlichere Version der Baureihe wird unter der Marke Alpine als Alpine A290 vermarktet. Im März 2025 wurde mit dem Renault 5 Turbo 3E eine Hommage an den Renault 5 Turbo vorgestellt. Dieses Modell hat 400 kW (544 PS) und Hinterradantrieb.
Im Januar 2025 wurde die Baureihe auf dem Brüsseler Autosalon zum Auto des Jahres 2025 gewählt. Mit 353 Punkten lag sie vor dem Kia EV3 und dem Citroën C3.

## Geschichte

### Konzeptfahrzeuge
Im Januar 2021 präsentierte Renault einen Prototyp mit 99 kW (134 PS), der einen Ausblick auf eine Neuauflage des R5 als Elektroauto zeigte. Einen Rhombus mit einer Fünf in der Mitte ließ Renault sich im Februar 2021 in Europa markenrechtlich schützen. Auf Basis der Studie präsentierte Alpine im Mai 2023 das sportlicher gestaltete Konzeptfahrzeug Alpine A290_β.

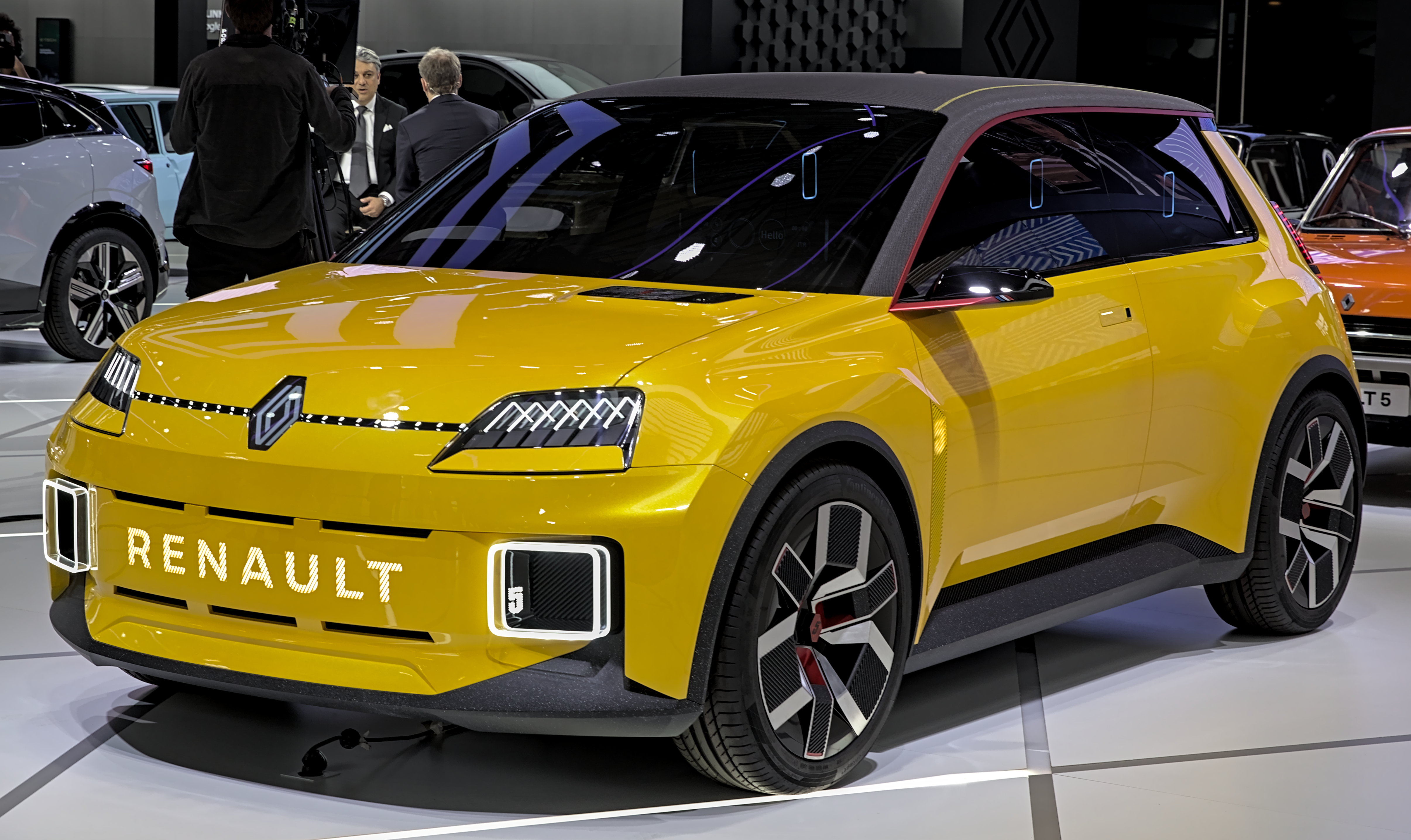
Renault R5 Prototype auf der IAA 2021
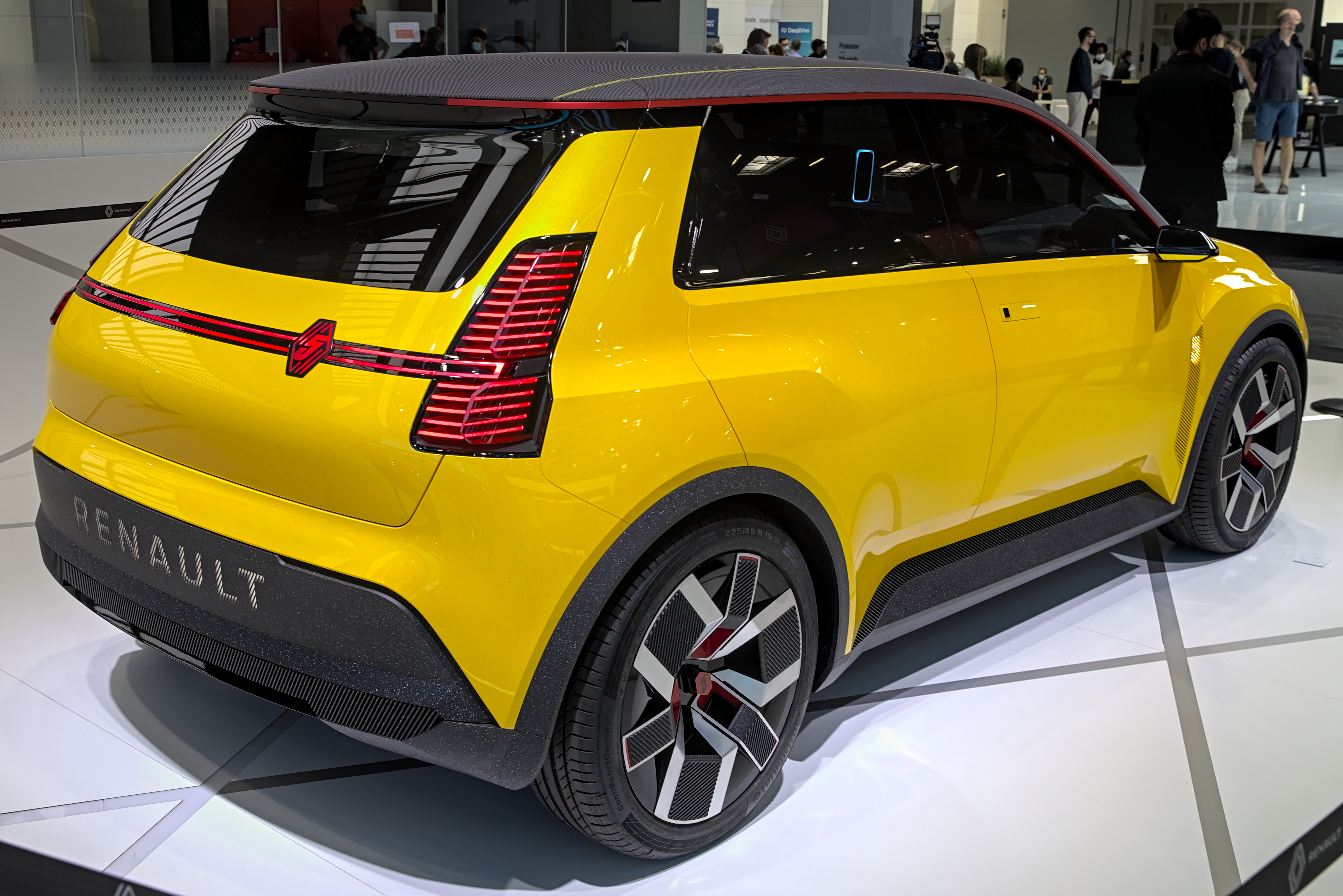
Renault R5 Prototype, Heckansicht
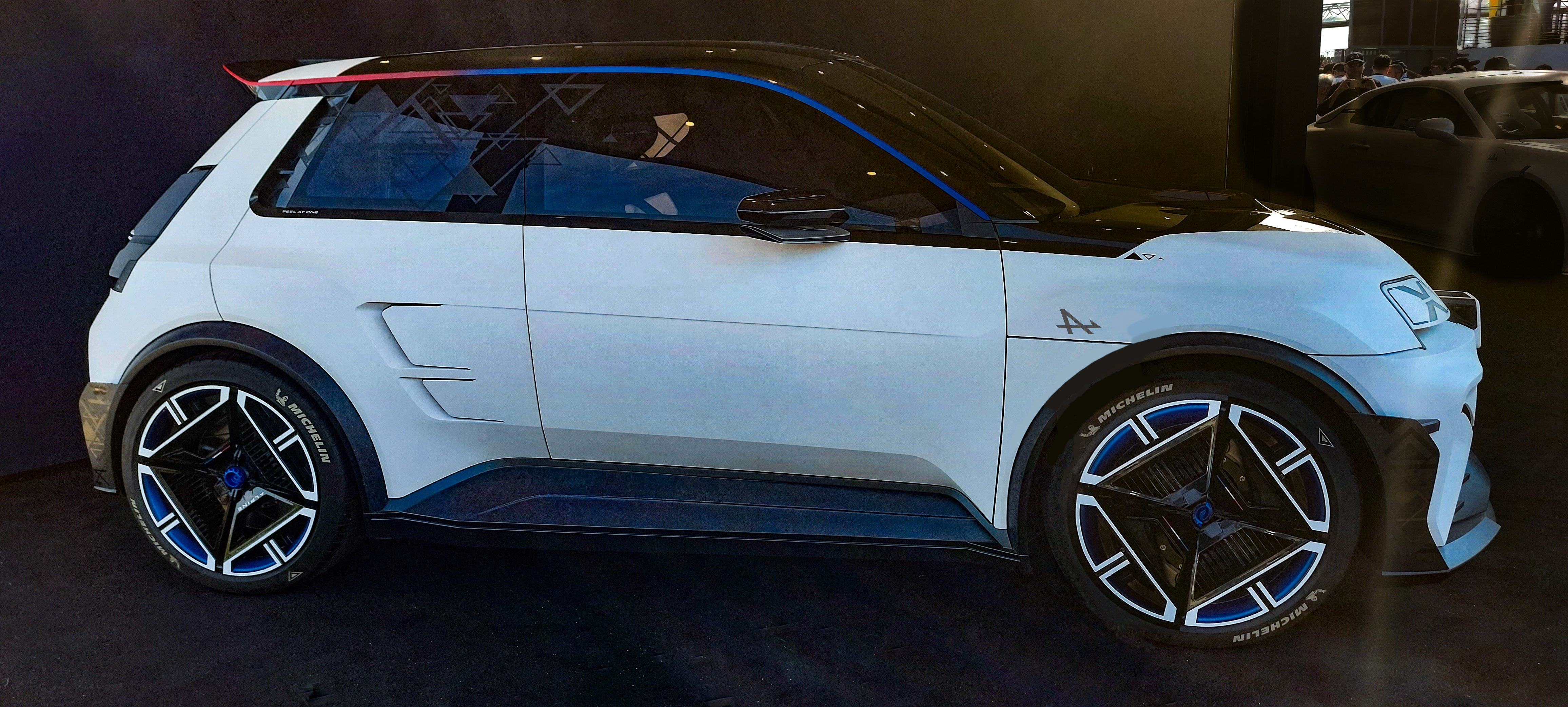
Alpine A290_β, Seitenansicht

### Serienfahrzeuge

#### Renault 5 E-Tech
Die Serienversion Renault 5 E-Tech wurde am 26. Februar 2024 auf dem Genfer Automobilsalon in der Gemeinde Le Grand-Saconnex vorgestellt. Der Marktstart war im Herbst 2024. Die Produktion erfolgt im nordfranzösischen Renault-Werk in Douai. Renault gibt an, dass 80 Prozent der beteiligten Zulieferer ihren Sitz im Umkreis von maximal 300 Kilometer haben.
Ein Sondermodell ist der Renault 5 E-Tech Roland-Garros. Es hat speziell gestaltete Felgen und verzierte Vordertüren. Rote Fußmatten sollen an den Sand eines Tennisplatzes erinnern. Präsentiert wurde das Sondermodell anlässlich der French Open 2024. Mit der Monte Carlo Edition wurde im Juli 2025 ein weiteres Sondermodell aufgelegt. Es soll mit dem dunkelblauen Lack und goldfarbenen Felgen optisch an den Renault Clio Williams erinnern und ist auf 25 Exemplare limitiert.

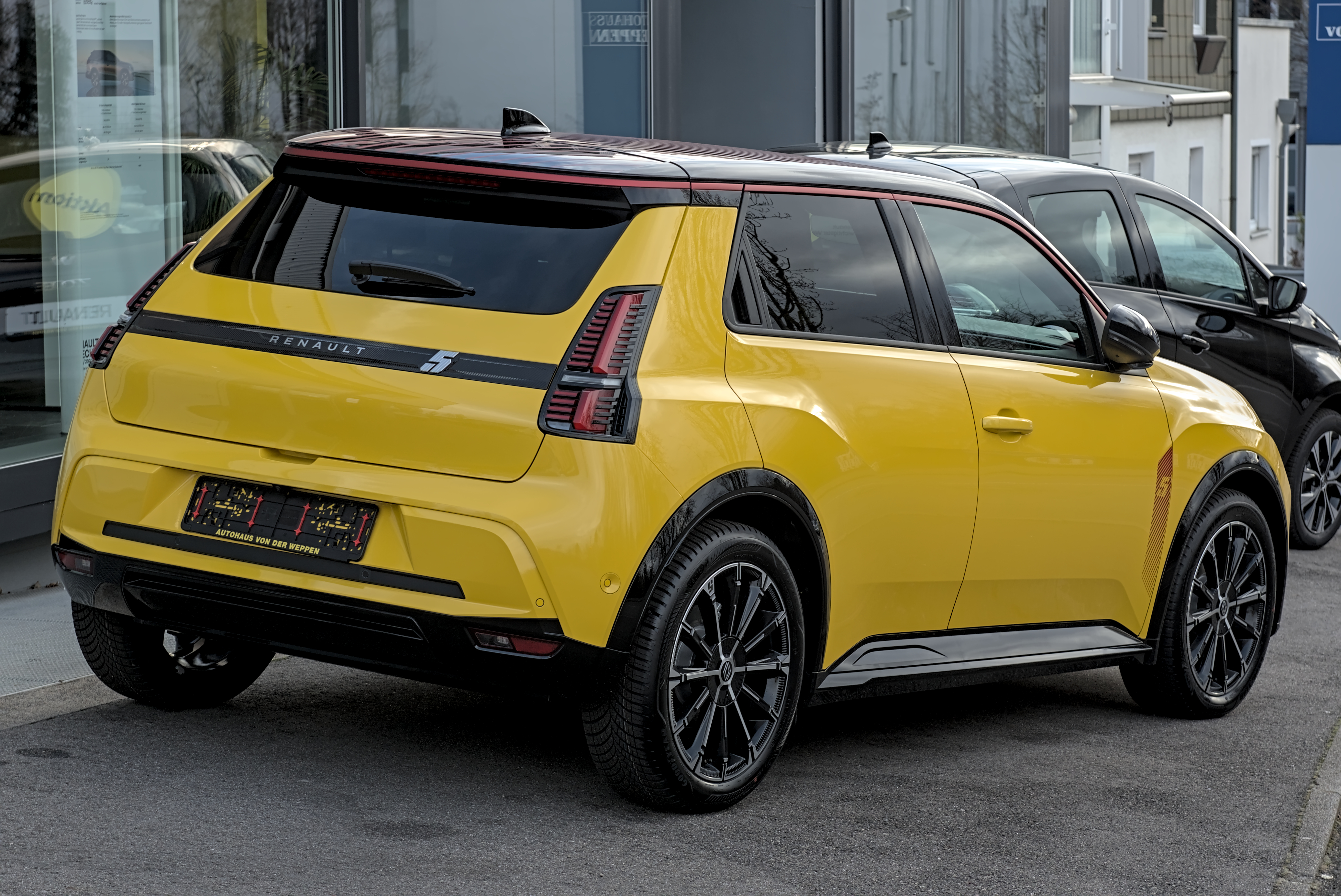
Renault 5 E-Tech, Heckansicht
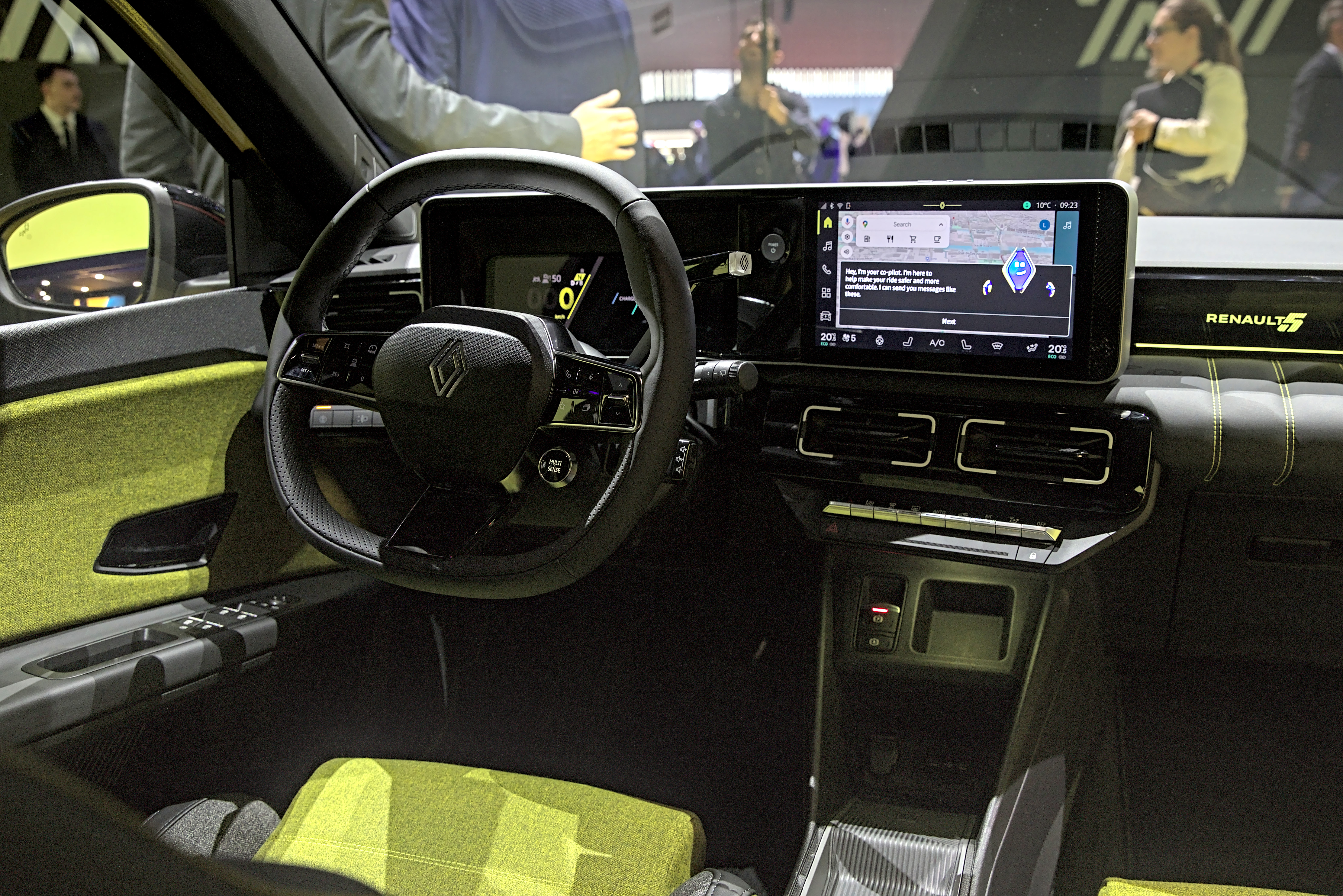
Renault 5 E-Tech, Innenraum
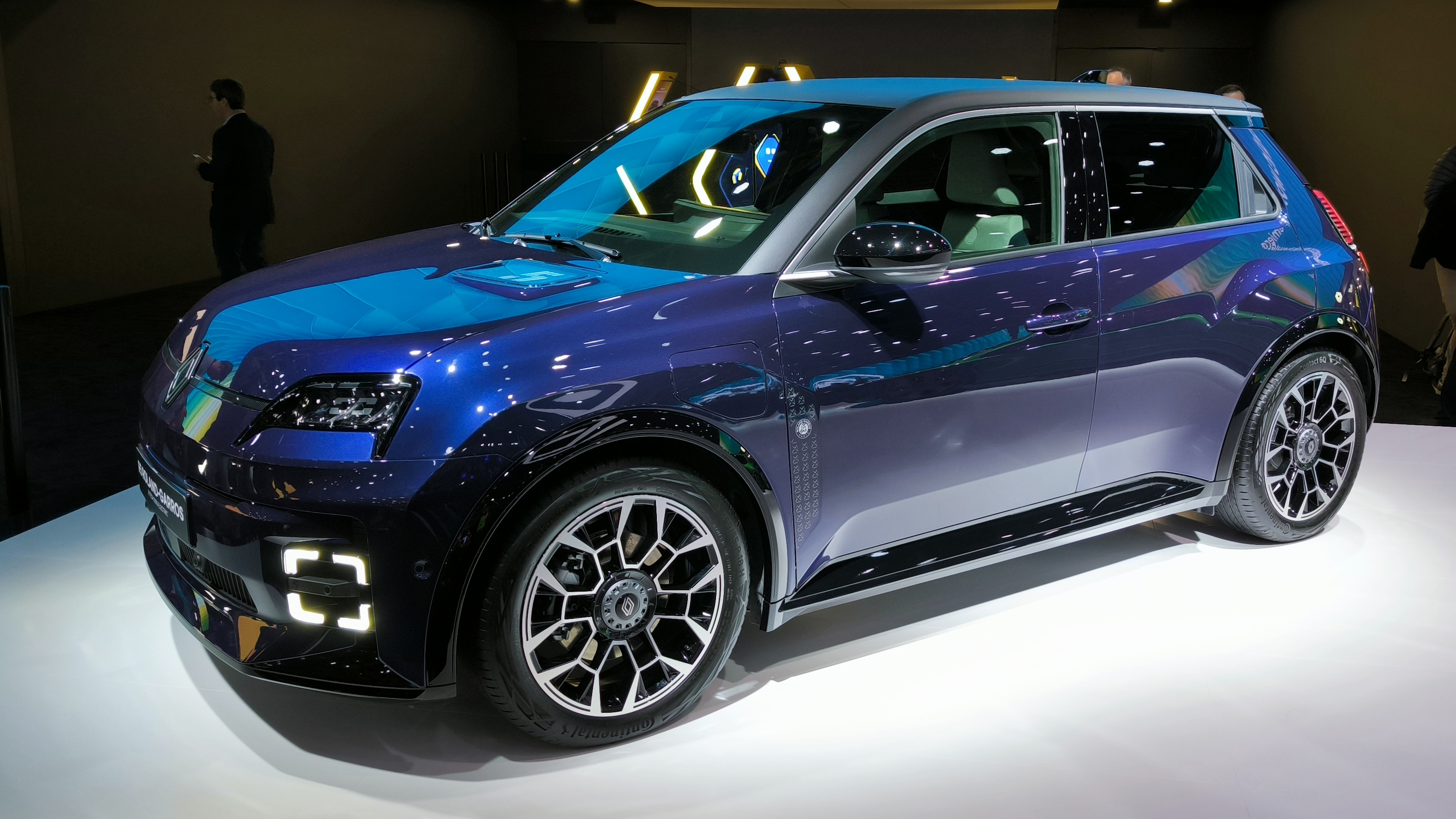
Renault 5 E-Tech Roland-Garros

#### Alpine A290
Eine leistungsstärkere Version der Baureihe wurde am 13. Juni 2024 als Alpine A290 vorgestellt. Sie kam Ende 2024 in den Handel. Zur Markteinführung wird es die vier Limited Editions Premiere Edition, Beta, La Grise und La Bleue geben. Von diesen Versionen wird es insgesamt 1955 Modelle geben. Gegenüber dem 5 E-Tech ist der A290 wegen verschiedener Spoiler etwas größer.

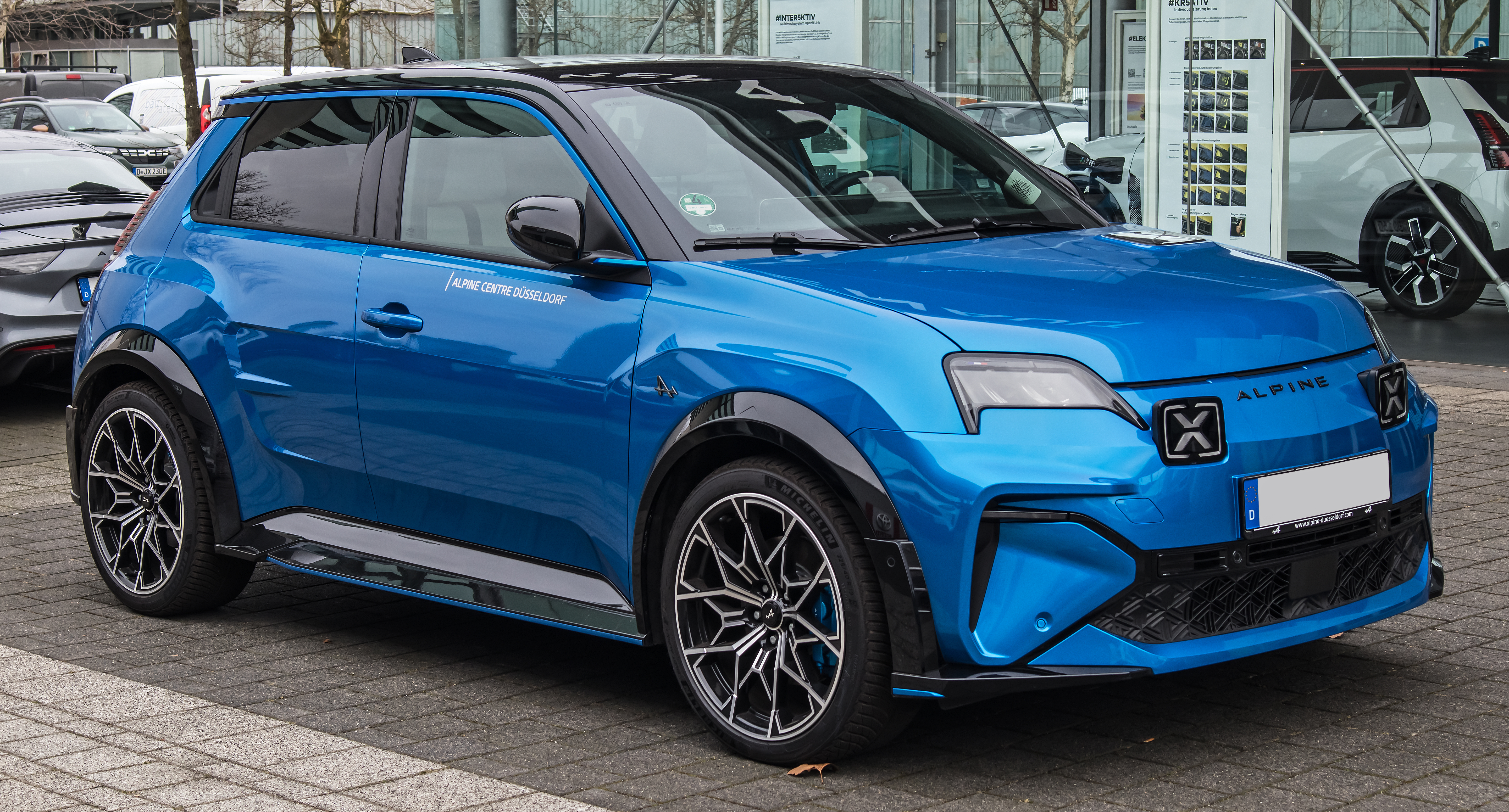
Alpine A290 (seit 2024)
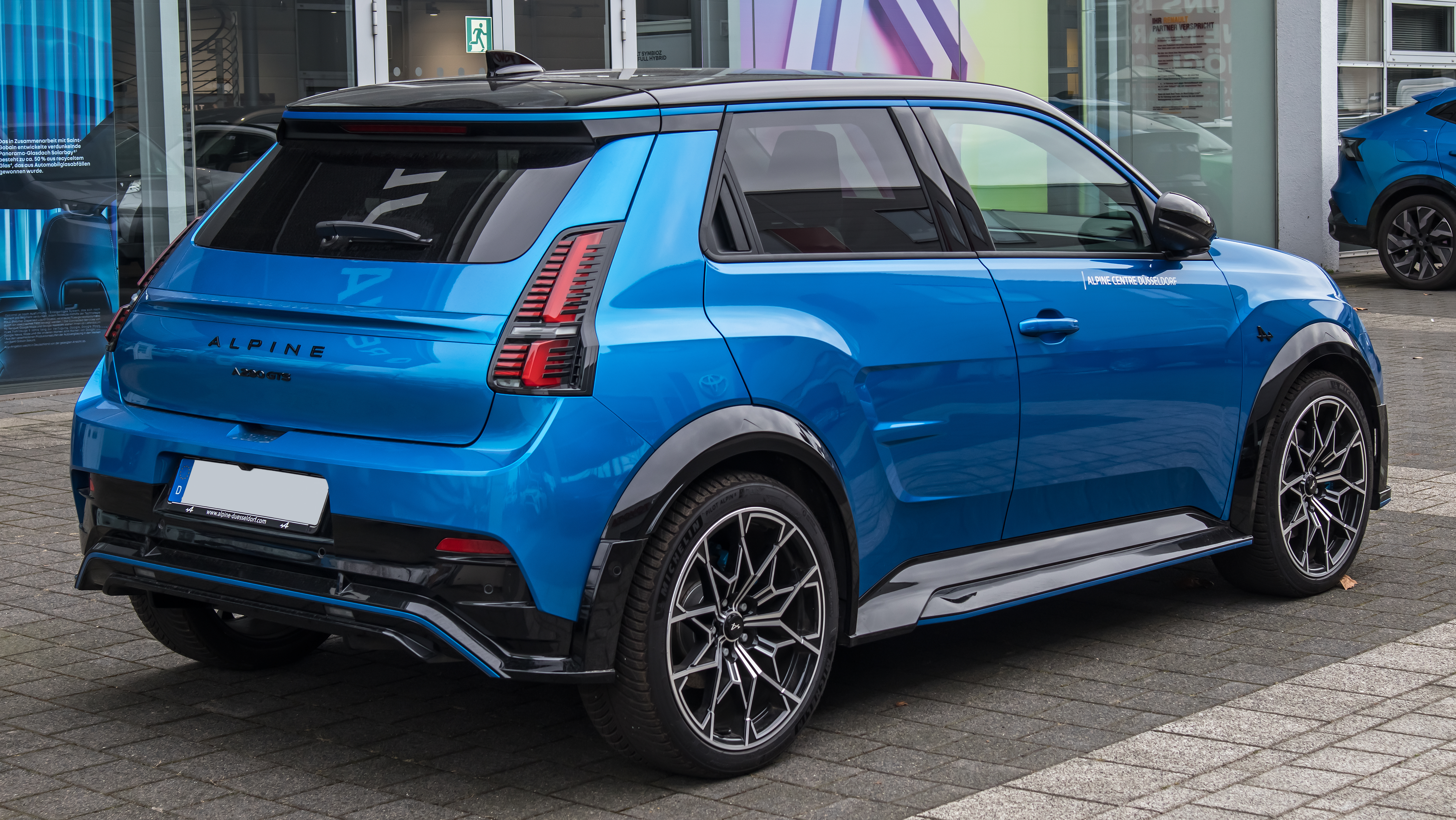
Heckansicht
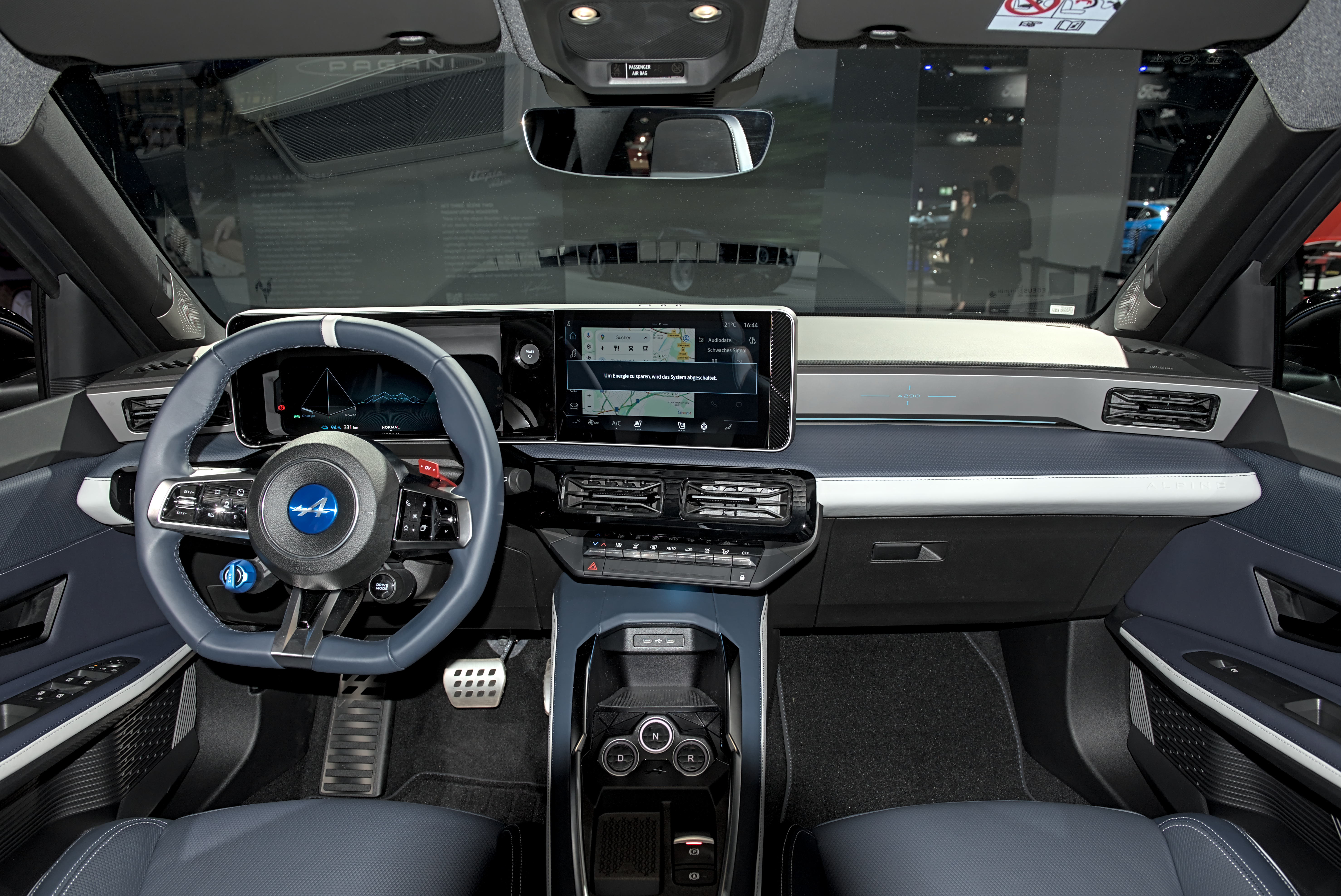
Alpine A290, Innenraum

Mit dem Alpine A290 Rallye gibt es die Baureihe seit Juli 2025 auch als Rennversion für den Kundensport. Diese Version hat ein Sperrdifferential, einen Überrollkäfig und eine hydraulische Handbremse.

## Sicherheit
Ende 2024 wurden der Renault 5 E-Tech und der Alpine A290 vom Euro NCAP auf die Fahrzeugsicherheit getestet. Beide erhielten vier von fünf möglichen Sternen.

## Technik
Das Renault 5 E-Tech basiert auf der neu entwickelten Ampere-Plattform AmpR Small des Herstellers, die seit 2025 auch der größere Renault 4 E-Tech sowie der Nissan Micra nutzen. Einige Komponenten stammen aus der CMF-B-Plattform für Fahrzeuge mit Verbrennungsmotoren. Das Fahrzeug wird in zwei Batteriegrößen mit 40 Kilowattstunden und einer Reichweite bis zu 300 Kilometer sowie mit 52 Kilowattstunden und einer Reichweite bis zu 405 Kilometer angeboten. Es gibt drei verschiedene Motorisierungen, die zwischen 70 kW (95 PS) und 110 kW (150 PS) leisten. Die Höchstgeschwindigkeit wird mit 150 km/h und das Kofferraumvolumen mit 326 Liter angegeben. Den Alpine A290 gibt es nur mit der größeren Batterie. Hier wird die Reichweite mit bis zu knapp 380 Kilometer angegeben. Es gibt zwei Motorisierungen mit 130 kW (177 PS) oder 160 kW (218 PS). Die Höchstgeschwindigkeit liegt mit bis zu 170 km/h etwas höher.

### Technische Daten
|                                                | Renault 5 E-Tech 95                 | Renault 5 E-Tech 120                | Renault 5 E-Tech 150                | Alpine A290 180 PS                  | Alpine A290 220 PS                  |
| ---------------------------------------------- | ----------------------------------- | ----------------------------------- | ----------------------------------- | ----------------------------------- | ----------------------------------- |
| Bauzeitraum                                    | ab Frühjahr 2025                    | seit Ende 2024                      | seit Ende 2024                      | seit Ende 2024                      | seit Ende 2024                      |
| Motorkenndaten                                 |                                     |                                     |                                     |                                     |                                     |
| Motortyp                                       | Elektromotor                        | Elektromotor                        | Elektromotor                        | Elektromotor                        | Elektromotor                        |
| Motorbauart                                    | Fremderregter Synchron-Elektromotor | Fremderregter Synchron-Elektromotor | Fremderregter Synchron-Elektromotor | Fremderregter Synchron-Elektromotor | Fremderregter Synchron-Elektromotor |
| max. Leistung                                  | 70 kW (95 PS)                       | 90 kW (122 PS)                      | 110 kW (150 PS)                     | 130 kW (177 PS)                     | 160 kW (218 PS)                     |
| Dauerleistung                                  | 78 kW (106 PS)                      | 78 kW (106 PS)                      | 78 kW (106 PS)                      | 78 kW (106 PS)                      | 78 kW (106 PS)                      |
| max. Drehmoment                                | 215 Nm                              | 225 Nm                              | 245 Nm                              | 285 Nm                              | 300 Nm                              |
| Kraftübertragung                               |                                     |                                     |                                     |                                     |                                     |
| Antrieb                                        | Vorderradantrieb                    | Vorderradantrieb                    | Vorderradantrieb                    | Vorderradantrieb                    | Vorderradantrieb                    |
| Getriebe                                       | Eingang-Untersetzungsgetriebe       | Eingang-Untersetzungsgetriebe       | Eingang-Untersetzungsgetriebe       | Eingang-Untersetzungsgetriebe       | Eingang-Untersetzungsgetriebe       |
| Antriebsbatterie                               |                                     |                                     |                                     |                                     |                                     |
| Zellchemie                                     | Nickel-Mangan-Kobalt                | Nickel-Mangan-Kobalt                | Nickel-Mangan-Kobalt                | Nickel-Mangan-Kobalt                | Nickel-Mangan-Kobalt                |
| Energieinhalt                                  | 40 kWh                              | 40 kWh                              | 52 kWh                              | 52 kWh                              | 52 kWh                              |
| Messwerte                                      |                                     |                                     |                                     |                                     |                                     |
| Höchstgeschwindigkeit                          | 150 km/h (abgeregelt)               | 150 km/h (abgeregelt)               | 150 km/h (abgeregelt)               | 160 km/h (abgeregelt)               | 170 km/h (abgeregelt)               |
| Beschleunigung, 0–100 km/h                     | k. A.                               | 9,0 s                               | 8,0 s                               | 7,4 s                               | 6,4 s                               |
| Energieverbrauch auf 100 km (WLTP, kombiniert) | k. A.                               | 14,5 kWh                            | 15,2 kWh                            | 15,9 kWh                            | 16,6 kWh                            |
| Reichweite nach WLTP                           | 300 km                              | 312 km                              | 405 km                              | 379 km                              | 362 km                              |
| Max. Ladeleistung (AC)                         | 11 kW                               | 11 kW                               | 11 kW                               | 11 kW                               | 11 kW                               |
| Max. Ladeleistung (DC)                         | —                                   | 80 kW                               | 100 kW                              | 100 kW                              | 100 kW                              |
| Ladedauer DC 15–80 %                           | k. A.                               | 30 Minuten                          | 30 Minuten                          | 30 Minuten                          | 30 Minuten                          |
| Leergewicht mit Fahrer                         | 1425 kg                             | 1425 kg                             | 1524 kg                             | 1554 kg                             | 1554 kg                             |
| zulässiges Gesamtgewicht                       | k. A.                               | k. A.                               | 1920 kg                             | 1950 kg                             | 1950 kg                             |

## Zulassungszahlen in Deutschland
Im ersten Verkaufsjahr 2024 wurden in der Bundesrepublik Deutschland insgesamt 942 Renault 5 E-Tech neu zugelassen. 
|  |

|  |

|  |

|  |

|  |

|  |

|  |

|  |

|  |

|  |

|  |

|  |

|  |

|  |

|  |

|  |

|  | Vorderradantrieb |

|  | Vorderradantrieb |